# Drúzok
A drúzok az iszmáilita síita iszlámból kialakult ezoterikus  arab etno-vallási közösség, akik a drúz hithez ragaszkodnak, amely egy egyistenhívő, szinkretikus etnikai vallás, amelynek fő tételei Isten egységét, a reinkarnációt és a lélek örökkévalóságát állítják.
Úgy tartják, hogy kezdetben az iszmailizmus egy iskolája volt. Azonban azáltal, hogy felhagyott bizonyos iszlám nézetekkel és előírásokkal, és  befolyásolta a kereszténység, a gnoszticizmus, az újplatonizmus, a zoroasztrizmus, a manicheizmus, így integrálta a pitagoraszi, a buddhista vagy akár a hindu filozófiai nézeteket, külön vallássá alakult. 

A vallásgyakorlatukat titokban tartják. Nem engedik, hogy kívülállók áttérjenek a vallásukra. A vallásukon kívüliekkel való házasság ritka és erősen elutasított.
Vallási kisebbségként minden országban, ahol élnek, gyakran tapasztalták meg a különböző muszlim rezsimek üldöztetését, beleértve a mai iszlám szélsőségeseket is, akik gyakran sátánistáknak  tartják őket.

## Etimológia
Nevüket a 11. századi misszionáriusról, Muhammad ad-Darzíról kapták. (Nevének többesszámosított alakja arabul durúz, ez került át a nyugati nyelvekbe.)

## Hitük, vallásgyakorlatuk
Istenkép

A drúzok zászlaja

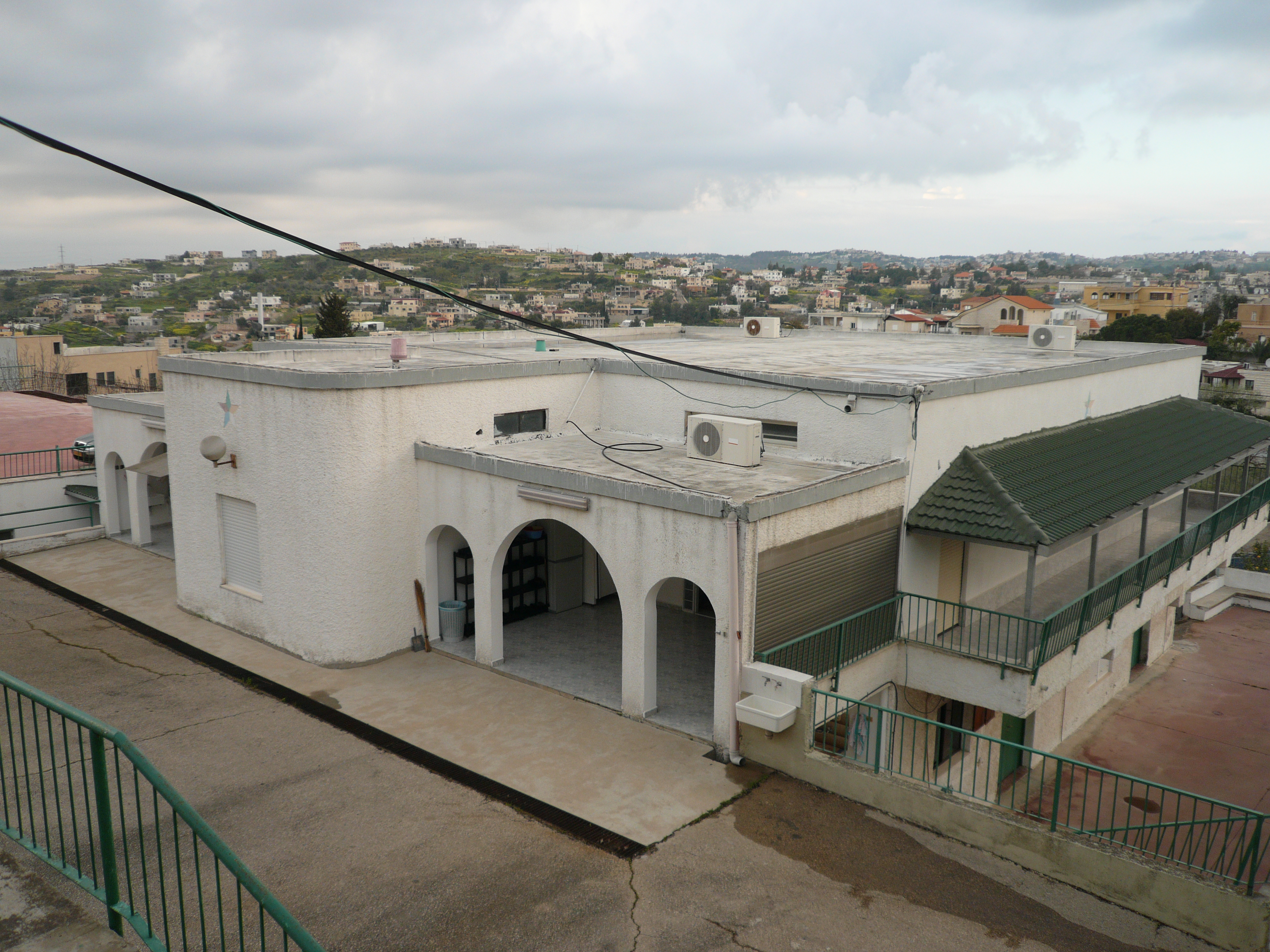
Drúz templom az észak-izraeli Ir haKarmel-ben

Szigorúan monoteisták, egyetlen Istenben hisznek, aki egyszerre transzcendens és immanens.
Szentírások
A drúz szent szövegek közé tartozik a Korán és a Bölcsesség levelei, amely drúz szent szövegek és lelkipásztori levelek gyűjteménye. 
A Koránt allegorikusan értelmezik.
Egyéb ősi drúz írások közé tartozik a Rasa'il al-Hind (India levelei) és a korábban elveszett (vagy rejtett) kéziratok, mint például az al-Munfarid bi-Dhatihi és az al-Sharia al-Ruhaniyya, valamint más értekezések.
Reinkarnáció
A reinkarnáció a drúz hit egyik legfontosabb tétele. Az újjászületés ciklusának végén – amelyet az egyén az egymást követő reinkarnációk révén ér el – a lélek egyesül a „kozmikus elmével”. A „kozmikus elmét” „Isten akaratának” tekintik, amiből az univerzum létrejött.
Hét drúz előírás
A drúzok hét erkölcsi előírást vagy kötelességet követnek, amelyeket a hit magvának tekintenek.  A hét drúz előírása a következő: 
1. Igazság a beszédben és őszinteség.
2. Védelem és kölcsönös segítség a hittestvéreknek.
3. Lemondás a korábbi istentisztelet minden formájáról (konkrétan az érvénytelen hitvallásokról) és a hamis hitről.
4. Az ördögnek (Iblisz) és a gonosz erőinek való ellenállás
5. Isten egységének megvallása.
6. Isten tetteinek elfogadása, függetlenül attól, hogy milyenek.
7. Abszolút behódolás Isten akaratának.

Szentélyek
A drúzok imaházait khilwának, khalvának, khilwatnak vagy khalwatnak hívják. 
Egyéb
Hisznek a párhuzamos világokban. Az ember születésének körülményeit, szüleit és születési hátterét Isten vagy egy magasabb rendű lény határozza meg és dönti el. Ennek megfelelően hittérítés nincs vagy a vallásukra való áttérés nem megengedett.
Csak egy beavatott elit, az ukkál („ismerők”) vehetnek részt teljesen a vallási szertartásokon és férnek hozzá a „bölcsesség” (hikma) titkos tanításaihoz. Üldöztetés idején megengedett egy drúznak hogy külsőleg megtagadja a vallását, ha az élete veszélyben van.
Az elszigeteltség életmódját élik, de mivel más vallásúak között élnek, megpróbálnak beolvadni, hogy megvédjék a vallásukat és a saját biztonságukat. Imádkozhatnak muszlimként vagy keresztényként, attól függően, hogy hol vannak.
Tiltják a többnejűséget és az ágyasok tartását, valamint az ideiglenes házasságot is. A hívők szerint a végső igazság megtalálható a tanítóiknak, különösen Bahá ad-Dínnek, tett isteni kinyilatkoztatásokban melyek megtalálhatóak a szent iratukban (al-Hikmat as-sarífa).
A drúzok nem mondanak naponta ötször imát, nem böjtölnek a ramadán hónapban és nem tesznek zarándoklatot Mekkába. Így a muszlimok nem tekintik őket az iszlám követőinek.

## Történetük
Hamza ibn Alí perzsa misszionárius alapította a 10. században, Kairóban. Eredetileg a fátimida kalifa, al-Hákim (996–1021) istenségét hirdető, fanatikus iszmáiliták voltak, azonban a kalifátus végül nem fogadta el tanaikat, és kénytelenek voltak Libanon hegyei közé menekülni. A misszionárius tevékenységet 1043-ban abbahagyták, ami után nem engedtek meg több áttérést a vallásra.
A drúzok az Oszmán Birodalom hatalmát sem fogadták el, amellyel nyílt háborúkat vívtak a 16. század folyamán. Török mintára saját hadsereget szerveztek, amelyhez alakítottak reguláris csapatokat albán és kurd zsoldosokból, valamint saját híveikből, valamint különböző nemzetiségűekből (arabokból, perzsákból, törökökből, kurdokból) nem reguláris, könnyen felállítható egységet, összesen 60-80 ezer fővel.

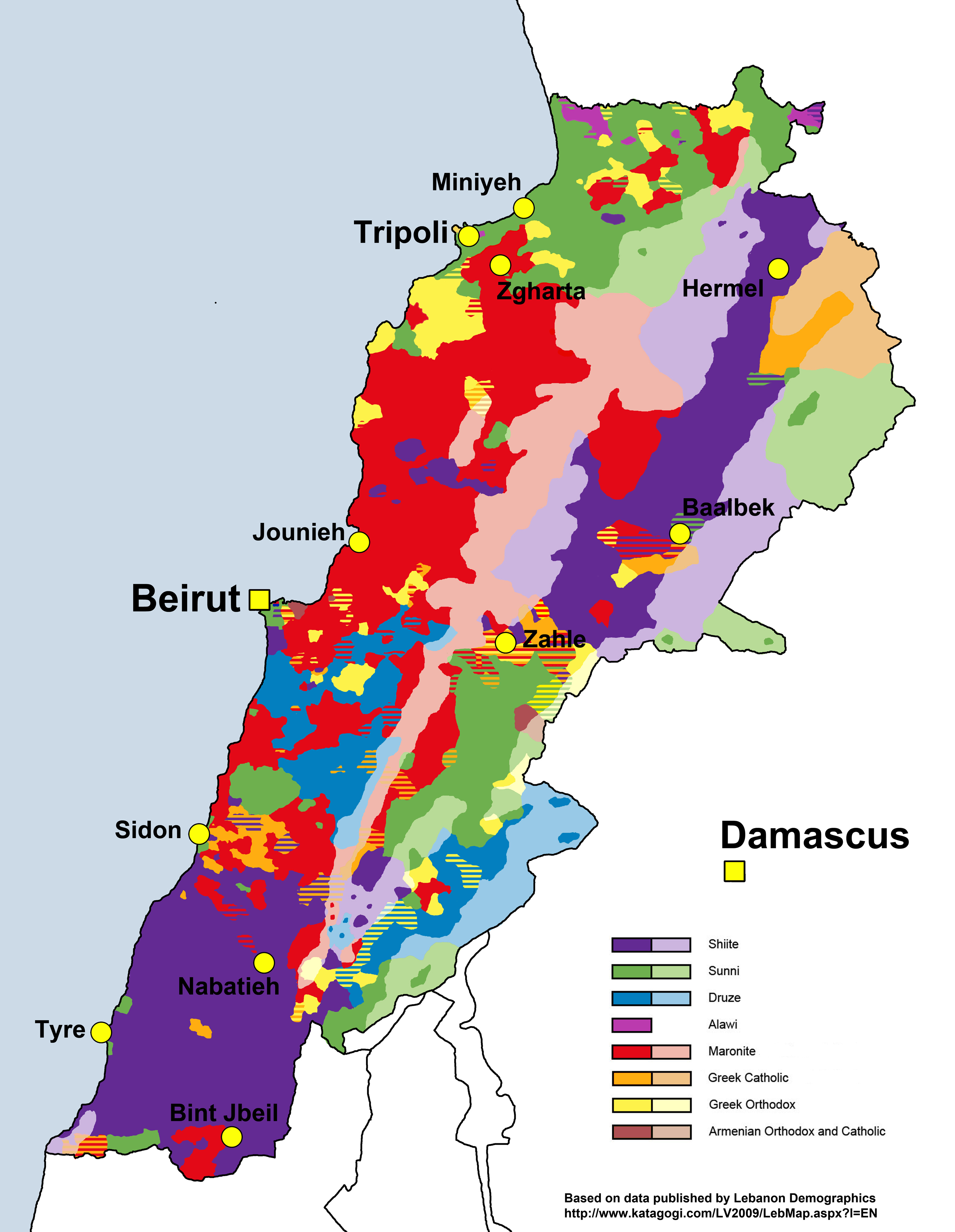
A drúz többségű (kék szín) régiók Libanonban:
- Chouf hegyvidék Bejrúttól délkeletre,
- Metn hegyvidék Bejrúttól keletre,
- Hermon hegyvidék a Szíria és a Golán-fennsík/Izrael határ háromszögében

## Jelenlétük
Létszámuk világszerte kb. az egymillió és másfél millió közé tehető.
A drúzok eredetileg Libanonban éltek, ahonnan az újkori villongások során sokuk áttelepült a mai Szíriába és Izraelbe. A 21. század elején ebben a három országban éltek a legtöbben, de jelentős arányban voltak jelen az amerikai kontinensen is.
2010-ben Szíriában a harmadik legnagyobb vallás, 2010-es adatok szerint a lakosság 3,2 százalékát tették ki. A 2010-es években itt él a világ legnagyobb drúz közössége. Délen, Damaszkusztól keletre és délre, az ún. Drúz-hegy környékén, valamint a vidéki, hegyvidéki területeken koncentrálódnak.